# جون تامبوراس
جون تامبوراس (بالإنجليزية: John Tambouras)‏ (30 يناير 1979 بداروين في أستراليا - ) هو لاعب كرة قدم أسترالي في مركز الدفاع. لعب مع درودا يونايتد وغوانغجو إفرغراند تاوباو ونادي نيفتشي باكو وNorthern Fury FC ‏ ونادي جنوب ملبورن ونادي بهانغ ‏ وKalamata F.C. ‏ وFootball Kingz FC ‏ وNew Zealand Knights FC ‏.

## وصلات خارجية
- جون تامبوراس على موقع قاعدة بيانات كرة القدم.إي يو (الإنجليزية)
- جون تامبوراس على موقع عالم كرة القدم.نت (الإنجليزية)